# Старосинявська волость
Старосинявська волость (Старо-Синявська) — історична адміністративно-територіальна одиниця Літинського повіту Подільської губернії з центром у містечку Стара Синява.

## Склад
Основні поселення волості на 1885 рік:
- Стара Синява
- Бабине
- Гречана
- Дашківці
- Десерівка
- Іваньківці
- Ілятки
- Іляшово
- Карпівці
- Мисюрівка
- Нова Синява
- Пилявці
- Пилява
- Сьомаки
- Теліжинці
- Чехи
- Щербані
- Юзефівка